# Siyahamba

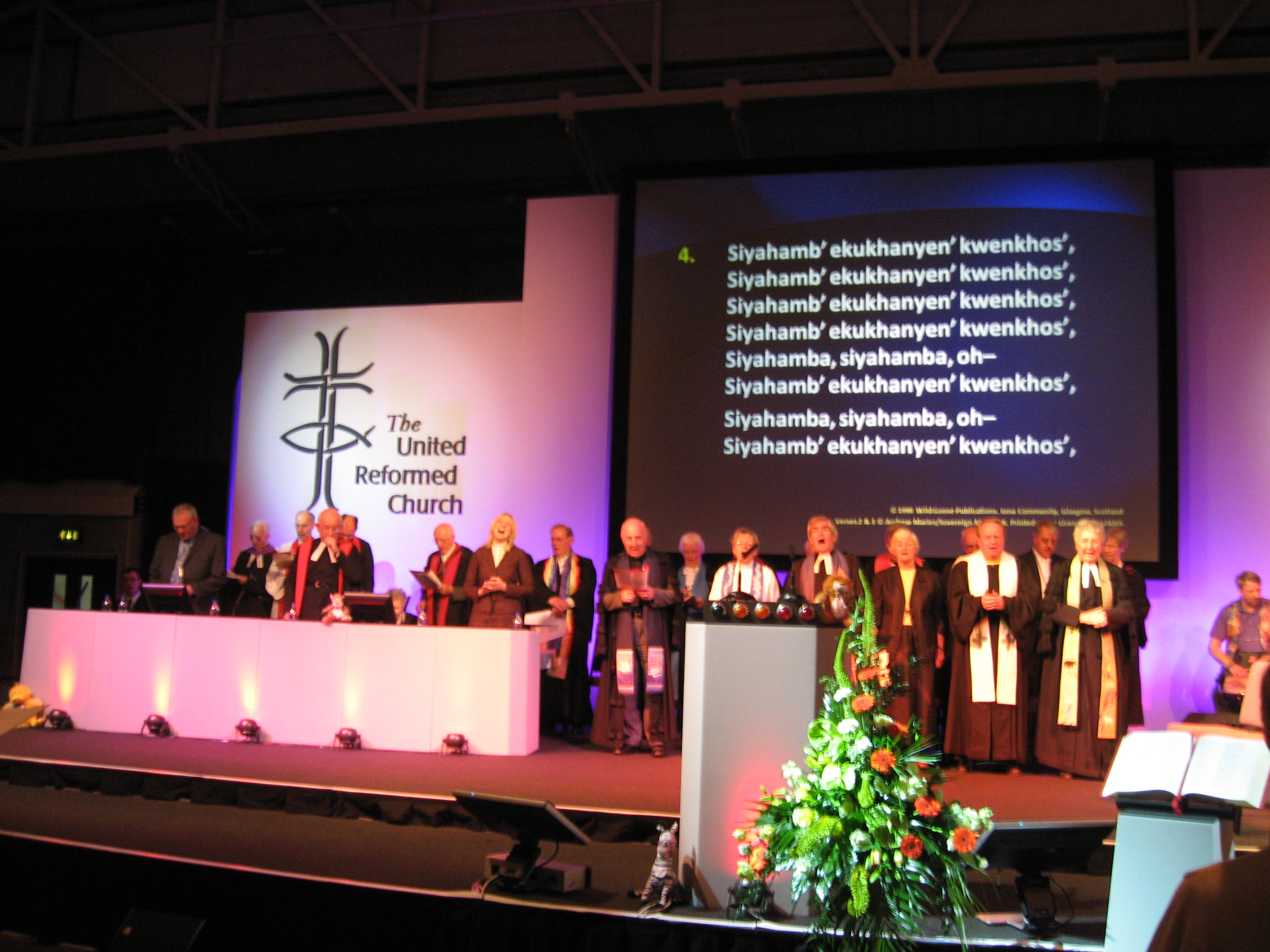
Cantando Siyahamba con los ex moderadores en la Asamblea General de la Iglesia Reformada Unida de 2007, Manchester.

Siyahamba es una canción de un cuencosudafricana que se hizo popular en las iglesias estadounidenses en la  década de 1990. El título significa "Caminamos", en zulú.

## Historia
"Siyahamba" es original de Sudáfrica. Se dice que fue compuesta en la década de 1950 por Andries van Tonder, un anciano de la Iglesia Judith. La letra original fue en afrikáans, con el título "Ons marsjeer nou in die lig van God", y posteriormente Thabo Mkhize la tradujo a zulú. En 1978, la coral sueca Fjedur viajó a Sudáfrica, a invitación de la Iglesia evangélica luterana, de Sudáfrica. Tras ello, su director, Anders Nyberg, volvió a Ciudad del Cabo para grabar música coral tradicional. Fue ese año cuando escuchó y grabó "Siyahamba" en una escuela femenina de Appelsbosch, en la Provincia de Natal. Posteriormente, la canción se ha utilizado, en todo el mundo, en rezos y corales diversos.
En 1984, Nyberg adaptó "Siyahamba" para cuatro voces y lo publicó en un cancionero y en una grabación llamada Freedom is Coming: Songs of Protest and Praise from South Africa (La libertad viene: Canciones de protesta y alabanza de Sudáfrica). En 1994, GIA Publications incluyó la canción (con el título "We Are Marching in the Light of God") en Gather Comprehensive, un cantoral ampliamente usado en las parroquias católicas estadounidenses. Un año después, la Iglesia Unida de Cristo incluyó la canción, con el mismo título, en The New Century Hymnal (El Cantoral del Nuevo Siglo). La Asociación Unitaria Universalista incluyó la canción en su cantoral suplementario del 2005, Singing the Journey.
Hoy, "Siyahamba" la interpretan generalmente grupos de niños en ambientes tanto seculares como laicos.

## Letra
La estructura de la canción es cíclica, y consiste en una única frase que se repite con variaciones.  Hawn señala que las interpretaciones cíclicas tienden a enfatizar el espíritu de comunidad.
| Ons marsjeer nou in die lig van God, Ons marsjeer nou in die lig van God. Ons marsjeer nou in die lig van God, Ons marsjeer nou in die lig van God. [in die lig van God] Ons marsjeer nou... ooh [Ons marsjeer nou, marsjeer nou, ons marsjeer nou, marsjeer nou,] Ons marsjeer nou in die lig van God. [in die lig van God] Ons marsjeer nou... ooh [Ons marsjeer nou, marsjeer nou, ons marsjeer nou, marsjeer nou,] Ons marsjeer nou in die lig van God. | Siyahamba ekukhanyeni kwenkos', Siyahamba ekukhanyeni kwenkos'. Siyahamba ekukhanyeni kwenkos', Siyahamba ekukhanyeni kwenkos'. [ekukhanyeni kwenkos'] Siyahamba... ooh [Siyahamba, hamba, Siyahamba, hamba] Siyahamba ekukhanyeni kwenkos'. [ekukhanyeni kwenkos'] Siyahamba... ooh [Siyahamba, hamba, Siyahamba, hamba] Siyahamba ekukhanyeni kwenkos'. | Twatembea nuruni mwake, twatembea nuruni mwake. Twatembea nuruni mwake, twatembea nuruni mwake. [nuruni mwake] Twatembea... ooh [Twatembea, tembea, twatembea, tembea,] Twatembea nuruni mwake. [nuruni mwake] Twatembea... ooh [Twatembea, tembea, twatembea, tembea,] Twatembea nuruni mwake. | We are marching in the light of God, We are marching in the light of God. We are marching in the light of God, We are marching in the light of God. [in the light of God] We are marching... ooh [We are marching, marching, we are marching, marching,] We are marching in the light of God. [in the light of God] We are marching... ooh [We are marching, walking, we are walking, walking,] We are marching in the light of God. (Versiones alternativas alternan walking con diferentes verbos, tales como marching, dancing, singing, living, o praying, holding up, o la palabra God por love en ambientes menos religiosos.) | Caminamos en la luz de Dios, Caminamos en la luz de Dios. Caminamos en la luz de Dios, Caminamos en la luz de Dios. [en la luz de Dios] Caminando... ooh [Caminando, vamos caminando, vamos] Caminando en la luz de Dios. [en la luz de Dios] Caminando... ooh [Caminando, vamos caminando, vamos] Caminando en la luz de Dios. | Caminhamos sob a luz de Deus, Caminhamos sob a luz de Deus. Caminhamos sob a luz de Deus, Caminhamos sob a luz de Deus. [sob a luz de Deus] Caminhando... ooh [Caminhando, vamos caminhando, vamos] Caminhando sob a luz de Deus. [sob a luz de Deus] Caminhando... ooh [Caminhando, vamos caminhando, vamos] Caminhando sob a luz de Deus. | Nous marchons dans la lumière de Dieu, Nous marchons dans la lumière de Dieu. Nous marchons dans la lumière de Dieu, Nous marchons dans la lumière de Dieu. [dans la lumière de Dieu] Nous marchons... ooh [Nous marchons, marchons, nous marchons, marchons,] Nous marchons dans la lumière de Dieu. [dans la lumière de Dieu] Nous marchons... ooh [Nous marchons, marchons, nous marchons, marchons,] Nous marchons dans la lumière de Dieu. | Við göngum í ljósi Guðs já, við göngum í ljósi Guðs Við göngum í ljósi Guðs já, við göngum í ljósi Guðs Við göngum, já við göngum Úww, já, við göngum í ljósi Guðs Við göngum, já við göngum Úww, já, við göngum í ljósi Guðs |